# Сібот
Сібот (дав.-гр. Συβότας) — напівлегендарний цар Мессенії близько 878—835 років до н. е.

## Життєпис
Походив з роду Епітідів, гілки династії Гераклідів. Син царя Дотада. Впровадив закон, за яким кожен цар Мессенії повинен був щорічно приносив жертву богу річки Паміс. Також впровадив культ героя Евріта в місті Анданія. Святкування останнього повинено було проводитися перед відзначенням містерій Великих богинь.
Йому спадкував син Фінт.